# Люблин (аэропорт)
Аэропорт Люблин (пол. Port Lotniczy Lublin; ИАТА: LUZ, ИКАО: EPLB) — польский аэропорт, обслуживающий город Люблин и прилегающий к нему регион. Он находится примерно в 10 километрах к востоку от центральной части Люблина, рядом с городом Свидник. Аэропорт имеет ВПП длиной в 2520 метров и терминал, способный одновременно обслуживать 4 самолёта класса Boeing 737-800. Строительство началось осенью 2010 года, а официальное открытие состоялось 17 декабря 2012 года. Аэропорт заменил собой аэродром с грунтовой взлётно-посадочной полосой (1200×50 м), который использовался вертолётным заводом PZL-Swidnik и был известен как аэропорт Свидник с кодом ИКАО EPSW.

## История

### Ранние годы

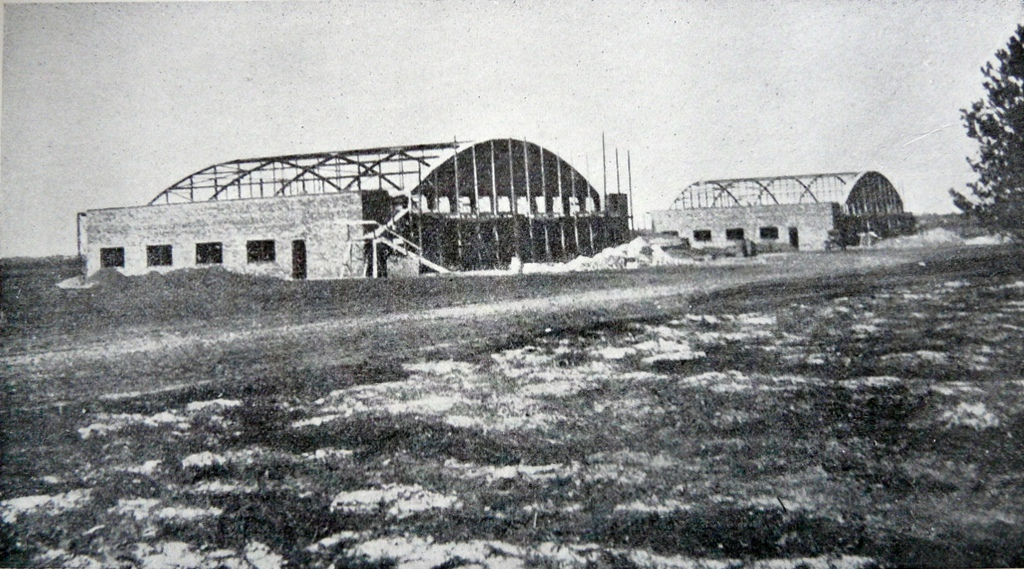
Школа пилотов на месте нынешнего аэропорта.

Строительство аэродрома Свидник началось в 1935 году и продолжалось около четырёх лет. Официально аэродром был открыт 4 июня 1939 года. Он был построен по заказу польской организации, пропагандирующей распространение авиации среди широкой общественности, и должен был использоваться в качестве учебного центра школы пилотов. Однако во время Второй мировой войны, он использовался Люфтваффе, поскольку вскоре после открытия аэродрома, в сентябре 1939 года, Польша была оккупирована, а затем и советскими ВВС, когда в 1944 году Люблин был освобождён войсками Красной Армии. Перед отступлением немцы разрушили здания аэродрома.

### После Второй мировой войны
В качестве пассажирского аэропорта, аэродром в Свиднике был открыт 30.11.1945. Он обслуживал линию Варшава — Лодзь -Краков — Жешув — Люблин — Варшава. Однако сведений о работе аэропорта того времени практически не сохранилось. Известно, что позже линия была закрыта и аэропорт утратил все рейсы. В 1949 году правительство Польши приняло решение о строительстве вертолётного завода в Свиднике, расположенном рядом с аэродромом. Первые вертолёты сошли с конвейера в 1956 году, а полномасштабное производство началось с 1957 года.
Завод трудоустроил часть сотрудников LWS, довоенного авиазавода в Люблине, работавшего с 1936 по 1939 годы, который, в свою очередь, был преемником первого польского авиационного конструкторского бюро Plage i Laśkiewicz, работавшего в Люблине с 1920 по 1935 годы. У этого завода имелся свой собственный аэродром в черте города Люблин, но он был закрыт и после войны не восстанавливался. Одна из улиц Люблина, проходящая через район аэродрома, была названа Lotnicza (Авиационная улица).

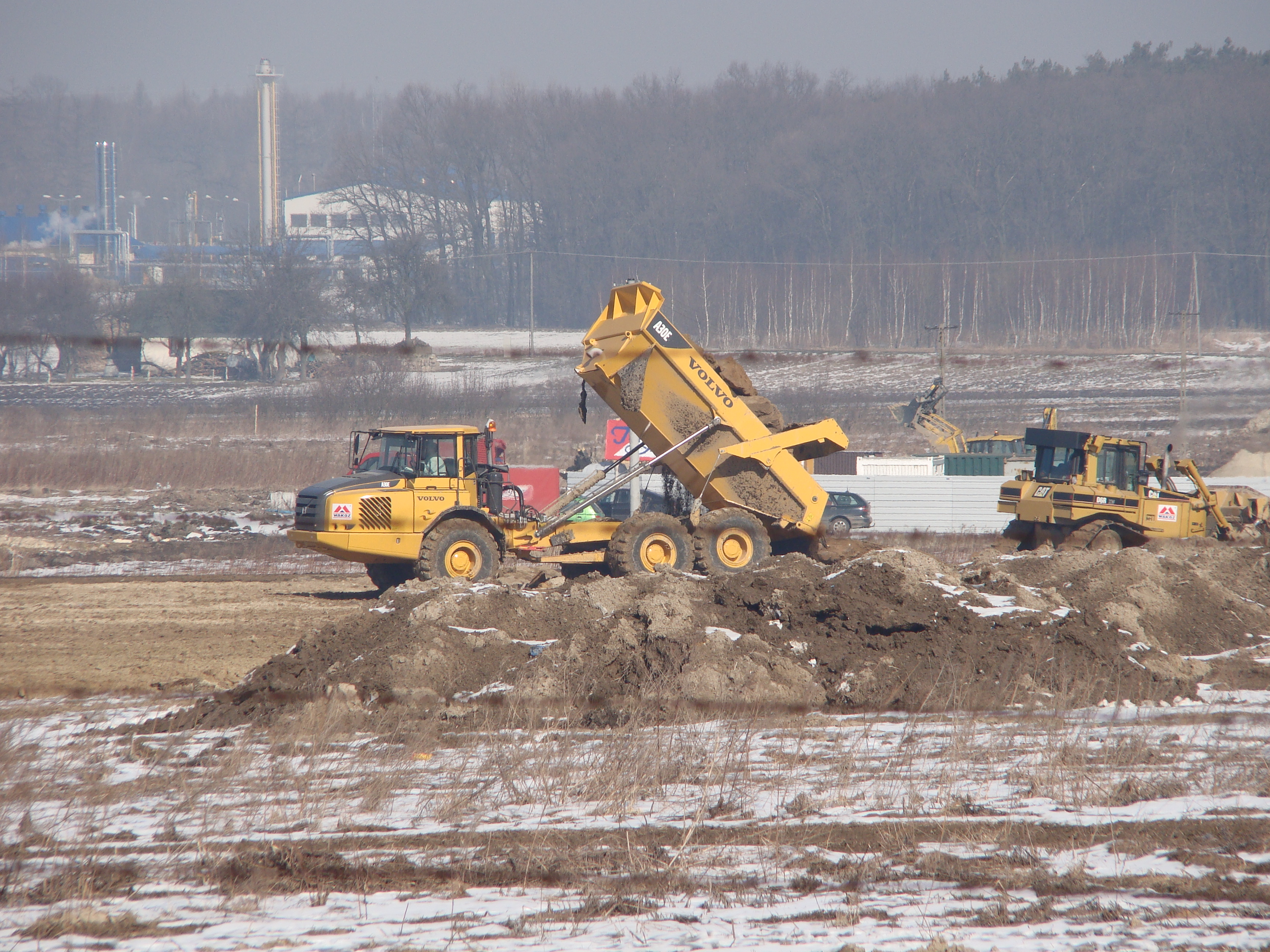
Строительство аэропорта (2011 год).

### Настоящее время
Необходимость воздушной гавани в Люблине, 9-м по величине городе Польше, ощущалась уже с середины 20 века. В 2008 году проект аэропорта получил финансирование от Европейского Союза в размере 84.1 млн евро. Конкурс на дизайн аэропорта выиграл польско-испанский консорциум SENER Ingeniería у Sistemas (проектирование и мастер-план) и Варшавская архитектурная фирма ARE (архитектура). Архитектурный проект был хорошо воспринят дизайнерским сообществом; однако доводка и отделка законченного здания терминала внесла свои коррективы, поэтому здание терминала несколько отличается от того, которое было в проекте. Контракт на строительство ВПП был подписан в августе 2011 года, со сроком сдачи к концу 2012 года. Работы были выполнены в срок, операционная деятельность аэропорта началась 17 декабря 2012 года. По мнению местных властей, реализация проекта аэропорта была полезна для региона, однако агентство международных новостей и финансовой информации Рейтер, в специальном докладе в декабре 2014 года, выделила Люблинский аэропорт (наряду с аэропортами имени Владислава Реймонта в Лодзе и Жешува) в качестве неэффективных субсидий ЕС в связи с неутешительным пассажиропотоком. По аналогичной причине, в июле 2016 года, Lufthansa объявила о закрытии своего маршрута из аэропорта Франкфурта в Люблин.

## Авиакомпании и направления

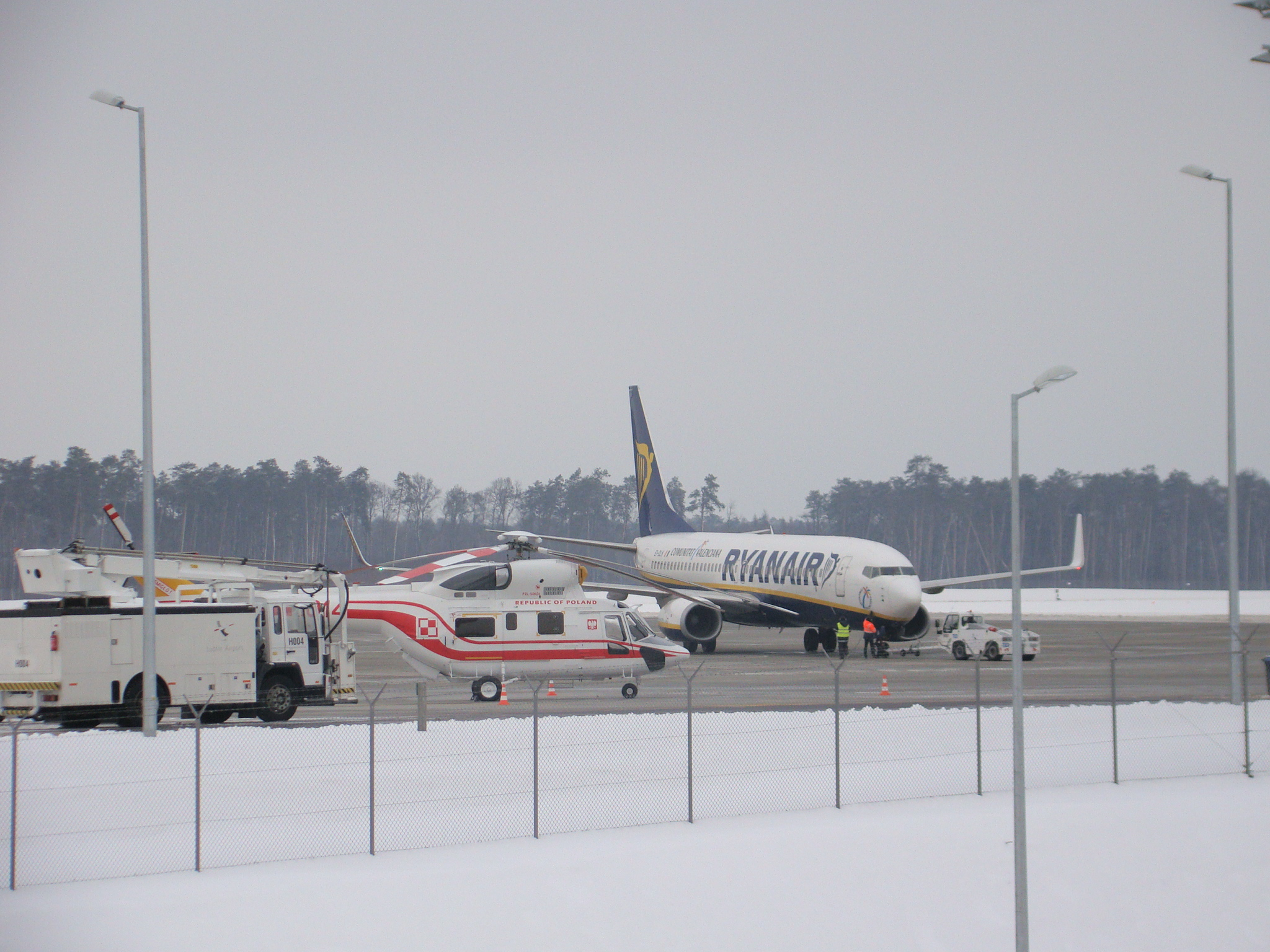
Boeing 737—800 авиакомпании Ryanair в аэропорту.

По состоянию на август 2016 года аэропорт обслуживает рейсы следующих авиакомпаний:

## Статистика трафика

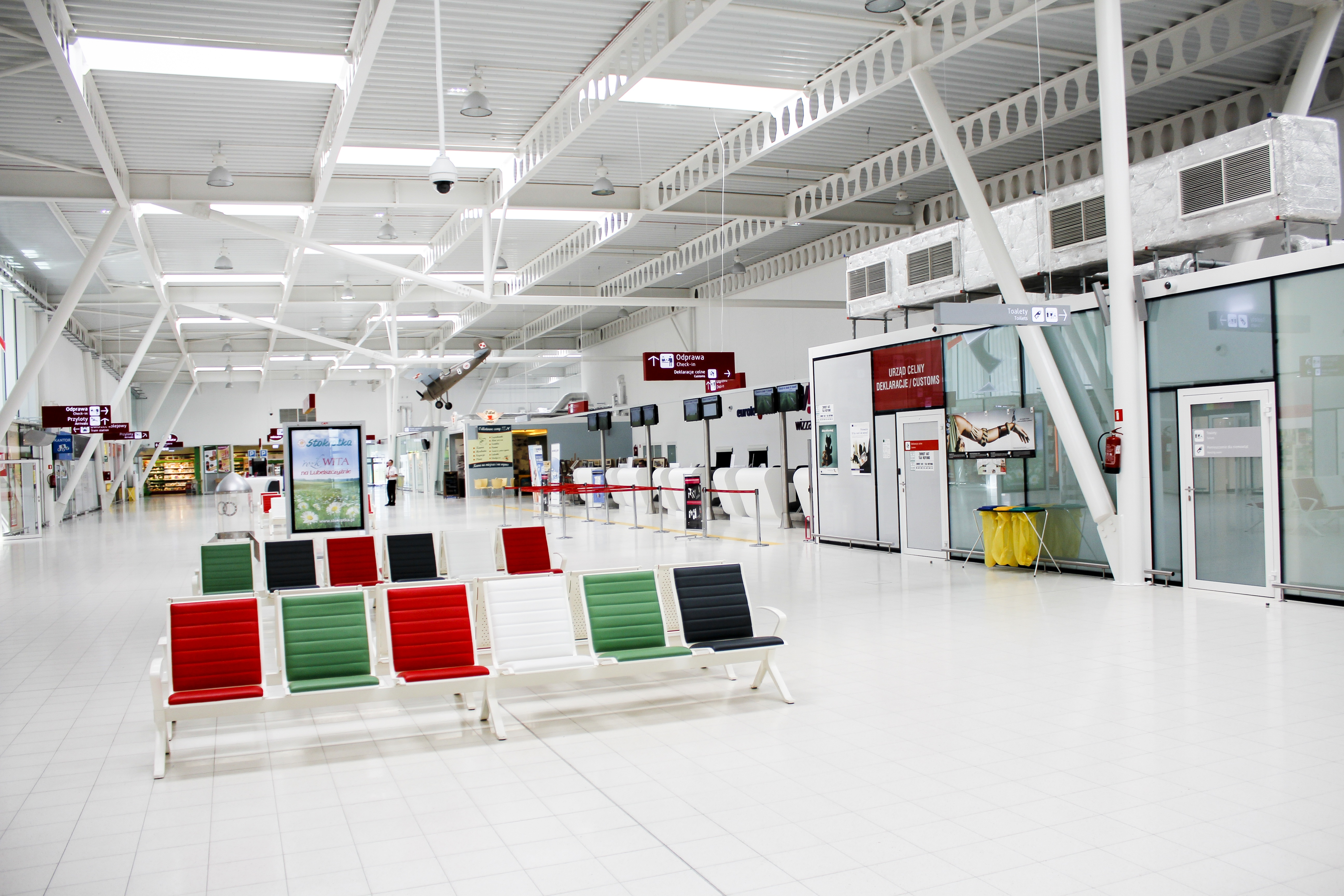
Интерьер пассажирского терминала аэропорта.

| 2012                                 | 5 702     | 50     |
| 2013                                 | ▲ 189 699 | ▲ 2246 |
| 2014                                 | ▼ 187 595 | ▲ 3254 |
| 2015                                 | ▲ 265 111 | ▲ 3732 |
| Источник: Официальный сайт аэропорта |           |        |

## Транспортная инфраструктура

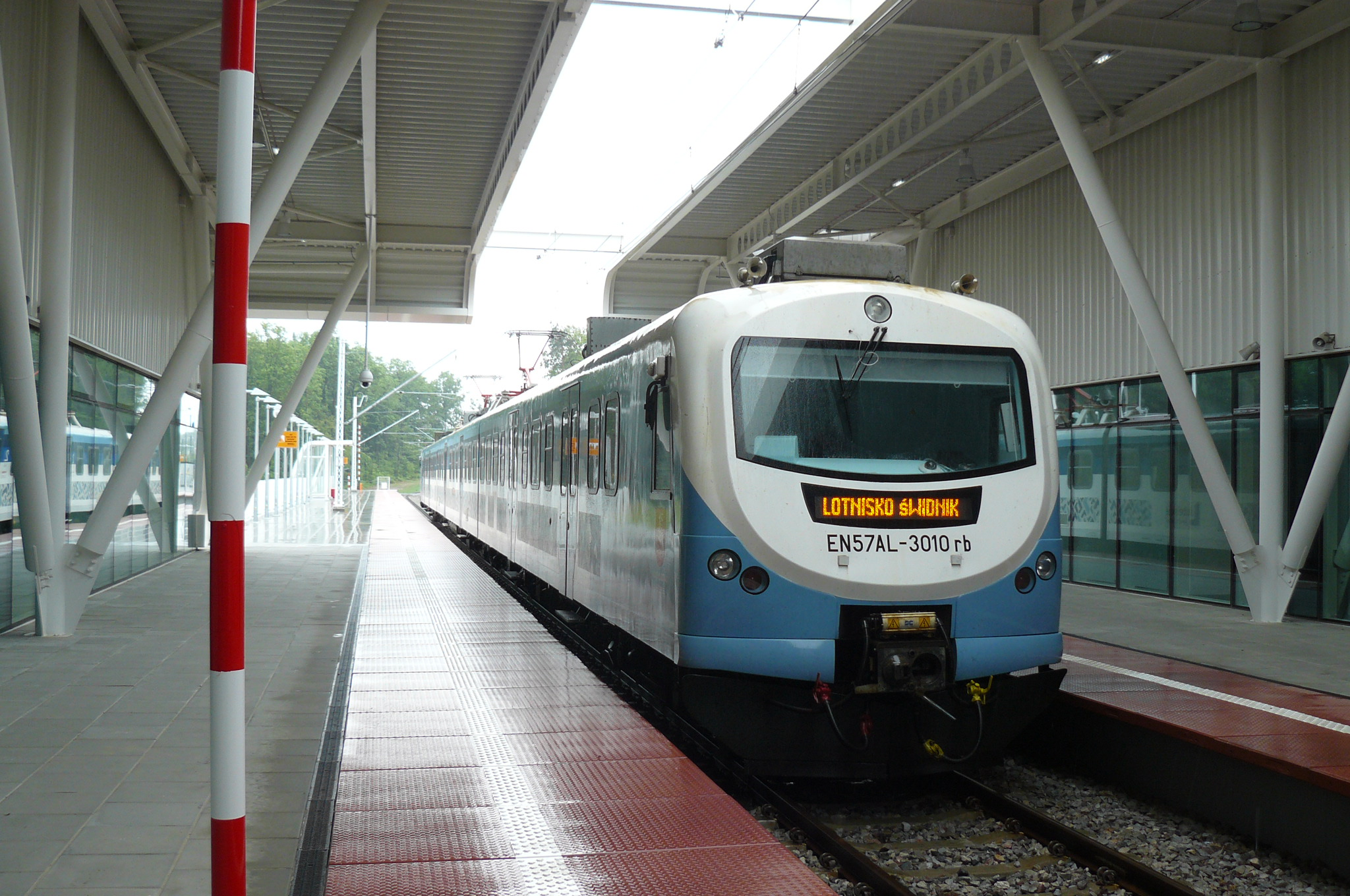
Электропоезд следующий до центрального железнодорожного вокзала Люблина.

### Автомобильный транспорт
Аэропорт расположен рядом с автострадой S17.

### Автобус
Существует два автобусных маршрута. Люблин-Свидник-Аэропорт и Томашув-Любельский-Замосць-Красныстав-Аэропорт. Автобус по первому маршруту, между Люблином, Свидником и аэропортом, выходит за 2 часа до вылета каждого рейса, и отправляется из аэропорта через 30 минут после приземления самолёта. Автобус по второму маршруту выходит из Томашува-Любельского за 4 часа до вылета каждого рейса, и отправляется из аэропорта через 30 минут после приземления самолёта.

### Рельсовый транспорт
Аэропорт Люблин соединён железнодорожной веткой со станцией Люблин. Станция отправления находится в терминале аэропорта. По ветке курсирует электропоезд PKP EN57 серии 3000. Поездка от/до центрального железнодорожного вокзала Люблина занимает примерно 15 минут. Стоимость билета на август 2016 года 5.3 злотых (~ € 1.5).